# Вашингтон, Стивен
Стивен Вашингтон (англ. Steven Washington Jr., 27 июля 1948 — 18 марта 2004), известен также как Насильник из окна (англ. The Window-Screen Rapist) — американский серийный убийца, убивший трёх пожилых женщин в Сент-Питерсберге, штат Флорида, в конце 1963 года. На момент ареста в январе 1964 года ему было всего 15 лет. Его жертвы в возрасте от 52 до 80 лет были изнасилованы перед убийством. Был осуждён и приговорён к пожизненному заключению; умер во время отбывания наказания в 2004 году.

## Биография
Стивен Вашингтон-младший родился в Сент-Питерсберге 27 июля 1948 года. О его воспитании мало что известно, но в октябре 1963 года, в соответствии с законами Флориды о детских браках, он женился на 15-летней девочке по имени Гвендолин, от которой у него родилась дочь.

### Убийства
- 28 августа 1963 года Вашингтон вломился в дом и напал на 52-летнюю женщину. Он душил её, подвергал сексуальному насилию и избивал, но в конечном итоге решил не убивать её[2]. Через шесть дней он ворвался в дом 72-летней женщины. Как он поступил раньше, он изнасиловал и избил женщину и ушёл, не убивая её[2]. Две женщины сообщили о нападениях, а одна описала нападавшего как чернокожего мужчину, который улыбался, когда насиловал её[3].

- 25 сентября Вашингтон вторгся в третий дом, на этот раз принадлежавший 75-летней уроженке Австрии Мэри Павлив, забравшись через открытое окно[4]. Он изнасиловал, избил, душил и задушил её до смерти. Вашингтон задушил Павлив с такой силой, что у неё оказалась сломана кость шеи[4]. На следующий день соседи забеспокоились, так как весь день ничего не слышали от Павлив, и позвонили в полицию, чтобы порекомендовать посетить Мэри. Прибывшая полиция обнаружила её слегка разложившееся тело лежащим в постели[4].

- 20 октября Вашингтон задушил 67-летнюю Олиту Лавину Берд Макуотерс. Её тело было найдено на следующий день. Хотя было подтверждено, что её задушили, власти не смогли определить, была ли она изнасилована из-за разложения тела[5]. К моменту этого убийства власти начали расследовать, были ли нападения совершены одним и тем же человеком[6].

- 30 декабря Вашингтон проник в дом 80-летней Евы Миллер, забравшись через открытое окно. Как и раньше, он изнасиловал, избил и задушил Миллер до смерти. Соседи вызвали полицию вскоре после того, как сообщили, что слышали плач Миллер. На следующий день её тело было найдено[7]. Благодаря этому нападению полиция уже пришла к выводу, что все нападения были связаны между собой, и одна газета, The Tampa Tribune[англ.], прозвала нападавшего «насильником/убийцей из окна»[7].

### Последствия
На каждом месте преступления С. Вашингтон оставлял свои отпечатки пальцев, обычно на окнах, через которые он пролез. В связи с этим он был арестован 3 января 1964 года и обвинён в убийствах. Вскоре после этого он сознался в преступлениях, хотя и утверждал, что страдает безумием. В ноябре Вашингтон признал себя виновным в убийствах, а в следующем месяце был приговорён к трём пожизненным заключениям. В 1969 году ему было отказано в повторном рассмотрении дела. В 1970 году Вашингтон попытался обжаловать свой приговор через федеральный суд. Однако Апелляционный суд пятого округа США отказал в пересмотре его дела.
18 марта 2004 года Вашингтон умер в возрасте 55 лет.